# Заріччя-над-Бистрицею
Заріччя над Бистрицею (пол. Zarzecze nad Bystrzycą), також Заріччя — колишнє село, розташоване поблизу селища міського типу Солотвин (нині входить до його складу). Село розташоване на північному березі Бистриці Солотвинської.

## Історія
Раніше Заріччя було самостійним селом. У Польській Республіці це була унітарна ґміна Зажече над Бистрицею Богородчанського повіту Станіславівського воєводства. 1 квітня 1932 року у зв'язку зі скасуванням Богородчанського повіту приєднане до Надвірнянського повіту. 1 серпня 1934 року в рамках реформи, заснованої на Законі про консолідацію, Заріччя над Бистрицею увійшло до складу нової колективної ґміни Солотвин, де у вересні 1934 року разом з Лешничівкою та Підсіклим утворили громаду.
Під час Другої світової війни перебувало в крайсгауптманшафті Станіслав дистрикті Галичина.
Після війни увійшов до складу УРСР.